# Gavray
Gavray är en kommun i departementet Manche i regionen Normandie i norra Frankrike. Kommunen ligger i kantonen Gavray som tillhör arrondissementet Coutances. År 2018 hade Gavray 1 429 invånare.

## Befolkningsutveckling
Antalet invånare i kommunen Gavray
| Referens: INSEE |